# Upper Sioux Indian Reservation
Koordinaten: 44° 45′ 38″ N, 95° 30′ 18″ W
Die Upper Sioux Indian Reservation (Dakota: Pezihutazizi Kapi) ist ein Indianerreservat im Yellow Medicine County in der Nähe von Granite Falls im US-Bundesstaat Minnesota, das von Mitgliedern der Upper Sioux Indian Community (Dakota Pezihutazizi Oyate) bewohnt wird.
Ursprünglich wurde das Reservat aufgrund des Vertrags von Traverse des Sioux 1851 errichtet und bestand  aus einem 70 Meilen und 20 Meilen breiten Streifen beiderseits des Minnesota-Flusses. Es wurde Upper Sioux Agency oder auch Yellow Medicine Agency genannt. 1858 wurde das Reservat, aufgrund eines weiteren, in Washington unterzeichneten Vertrags, verkleinert. Dabei gaben die Bewohner die nördlich des Minnesota gelegenen Gebiete auf. 1862 wurde das Reservat nach dem Sioux-Aufstand aufgelöst, nachdem der Vertrag von den Vereinigten Staaten einseitig gekündigt worden war. Dies geschah, obwohl die Bewohner nicht an dem Aufstand beteiligt waren: Der Aufstand brach in der Lower Sioux Agency flussabwärts aus. Aufgrund des Indian Reorganization Act 1938 wurde das Reservat mit einer Fläche von ursprünglich 746 Acre (3 km²) wiedergegründet. Durch Zukäufe beträgt die Fläche heute 1.440 Acre (5,8 km²). 
In den 1950ern sollte das Reservat durch die Termination-Politik wieder aufgelöst werden. Der Versuch scheiterte. Von den 480 eingeschriebenen Mitgliedern des Stammes bewohnen zirka 60 die Reservation. Heute betreibt der Stamm das Prairie’s Edge Casino Resort auf dem Reservat. Zudem ist das Reservat durch ein jährlich stattfindendes Powwow im August bekannt.